# Kościół Świętego Michała Archanioła w Pradze
Kościół Świętego Michała Archanioła – kościół istniejący od XII wieku do XVIII wieku. Następnie kilkukrotnie przerabiany. W 2001 roku adaptowany na klub muzyczny Kostel. Budynek znajduje się w pobliżu Rynku Staromiejskiego w Pradze na ulicy Michalská.
Kościół, wybudowany w II połowie XII wieku w stylu romańskim, podlegał kolejno przebudowom w stylu gotyckim, renesansowym (w XIV wieku powstał renesansowy portal świątyni) i barokowym (około połowy XVIII wieku, František Ignác Pré). W średniowieczu, znajdując się pod patronatem czeskich królów, pełnił funkcje miejskiej fary, w której nauki głosił m.in. Jan Hus i która pozostawała w rękach husytów aż do klęski pod Białą Górą w 1621. 
W wyniku reform cesarza Józefa II 23 czerwca 1786 kościół wraz z istniejącym tu barokowym klasztorem serwitów (którzy objęli kościół w 1626 roku) został zamknięty. Od tego czasu pełnił funkcje magazynu nafty i manufaktury papieru. Na początku lat 80. XX wieku kościół przekazano Bibliotece Narodowej, która wydzierżawiała obiekt na różne cele (np. po 1990 odbywało się tutaj kontrowersyjne Michael Mystery Show), w związku z czym na przełomie wieków doszło do kolejnej przebudowy obiektu. Nawę podzielono wówczas na 4 kondygnacje, wstawiono schody i windę, a w podziemiach przemieszczono znajdujące się tutaj szczątki zmarłych pochowanych w poprzednich stuleciach (wywołało to dyskusję na temat zakresu desakralizacji świątyni). Ze względów finansowych w 2005 roku Biblioteka Narodowa postanowiła sprzedać lub oddać budynek w 30-letnią dzierżawę bankowi (na ironię losu, jedyny zachowany fresk świątyni przedstawia wypędzenie kupców ze świątyni jerozolimskiej). W 2006 roku zamierzano tu otworzyć muzeum czeskiego szkła, a trzy lata później – centrum handlowe Michal Palace. W 2011 roku budynek poddawano adaptacji na klub muzyczny Kostel.